# Communauté de communes des Pays de L'Aigle et de la Marche
La communauté de communes des Pays de L'Aigle et de la Marche est une ancienne communauté de communes française, située dans le département de l'Orne et la région Normandie.

## Histoire
Vingt-cinq communes se sont regroupées au sein d'une communauté de communes le 1er janvier 2013, à la suite de la fusion des communautés de communes du Pays de L'Aigle, du Pays de la Marche et la commune des Aspres,. Elles représentaient un bassin de vie de plus de 21 000 habitants et le 4e pôle urbain du département de l'Orne.
Elle fusionne au 1er janvier 2017 avec la communauté de communes du canton de La Ferté-Frênel pour former la communauté de communes des Pays de L'Aigle.

## Composition
La communauté de communes des Pays de L'Aigle et de la Marche regroupait vingt-cinq communes du département de l'Orne :
| Nom                           | Code Insee | Gentilé              | Superficie (km2) | Population (dernière pop. légale) | Densité (hab./km2) |
| ----------------------------- | ---------- | -------------------- | ---------------- | --------------------------------- | ------------------ |
| L'Aigle (siège)               | 61214      | Aiglons              | 18,02            | 8 018 (2014)                      | 445                |
| Les Aspres                    | 61422      | Asprais              | 23,21            | 704 (2014)                        | 30                 |
| Aube                          | 61008      | Albins               | 5,74             | 1 332 (2014)                      | 232                |
| Auguaise                      | 61012      |                      | 2,25             | 187 (2014)                        | 83                 |
| Beaufai                       | 61032      | Beaufayens           | 12,90            | 352 (2014)                        | 27                 |
| Bonnefoi                      | 61052      | Bonafidésiens        | 5,39             | 181 (2014)                        | 34                 |
| Bonsmoulins                   | 61053      | Bonsmoulinois        | 7,57             | 262 (2014)                        | 35                 |
| Brethel                       | 61060      | Brethélois           | 2,97             | 150 (2014)                        | 51                 |
| Chandai                       | 61092      | Chandéens            | 13,73            | 644 (2014)                        | 47                 |
| La Chapelle-Viel              | 61100      |                      | 11,79            | 280 (2014)                        | 24                 |
| Crulai                        | 61140      | Crulaisiens          | 22,50            | 917 (2014)                        | 41                 |
| Écorcei                       | 61151      | Écorceiens           | 9,47             | 354 (2014)                        | 37                 |
| La Ferrière-au-Doyen          | 61162      | Ferriérois           | 22,47            | 179 (2014)                        | 8                  |
| Les Genettes                  | 61187      |                      | 6,54             | 181 (2014)                        | 28                 |
| Irai                          | 61208      | Idriuciens           | 14,85            | 588 (2014)                        | 40                 |
| Le Ménil-Bérard               | 61259      |                      | 7,33             | 74 (2014)                         | 10                 |
| Moulins-la-Marche             | 61297      | Moulinois            | 13,14            | 758 (2014)                        | 58                 |
| Rai                           | 61342      | Railois              | 16,03            | 1 471 (2014)                      | 92                 |
| Saint-Hilaire-sur-Risle       | 61406      | Saint-Hilairiens     | 6,61             | 323 (2014)                        | 49                 |
| Saint-Martin-d'Écublei        | 61423      | Écubleins            | 11,94            | 634 (2014)                        | 53                 |
| Saint-Michel-Tubœuf           | 61432      |                      | 8,73             | 597 (2014)                        | 68                 |
| Saint-Ouen-sur-Iton           | 61440      | Audoniens            | 14,19            | 876 (2014)                        | 62                 |
| Saint-Sulpice-sur-Risle       | 61456      | Saint-Sulpiciens     | 28,45            | 1 690 (2014)                      | 59                 |
| Saint-Symphorien-des-Bruyères | 61457      | Saint-Symphérinolais | 16,02            | 515 (2014)                        | 32                 |
| Vitrai-sous-Laigle            | 61510      | Victoriens           | 11,33            | 221 (2014)                        | 20                 |

## Administration
La communauté de communes a été présidée pendant les quatre années de son existence par Jean Sellier, maire de Saint-Sulpice-sur-Risle, et président de l'ancienne communauté de communes du Pays de L'Aigle depuis 1995.
| Période      | Période       | Identité     | Étiquette | Qualité                                                                                            |
| ------------ | ------------- | ------------ | --------- | -------------------------------------------------------------------------------------------------- |
| janvier 2013 | décembre 2016 | Jean Sellier | MoDem     | Maire de Saint-Sulpice-sur-Risle, ancien président de la communauté de communes du Pays de L'Aigle |